# Clavelina lepadiformis
L'ascidia cristallo (Clavelina lepadiformis (Müller, 1776)) è una specie di ascidia della famiglia Clavelinidae.

## Descrizione

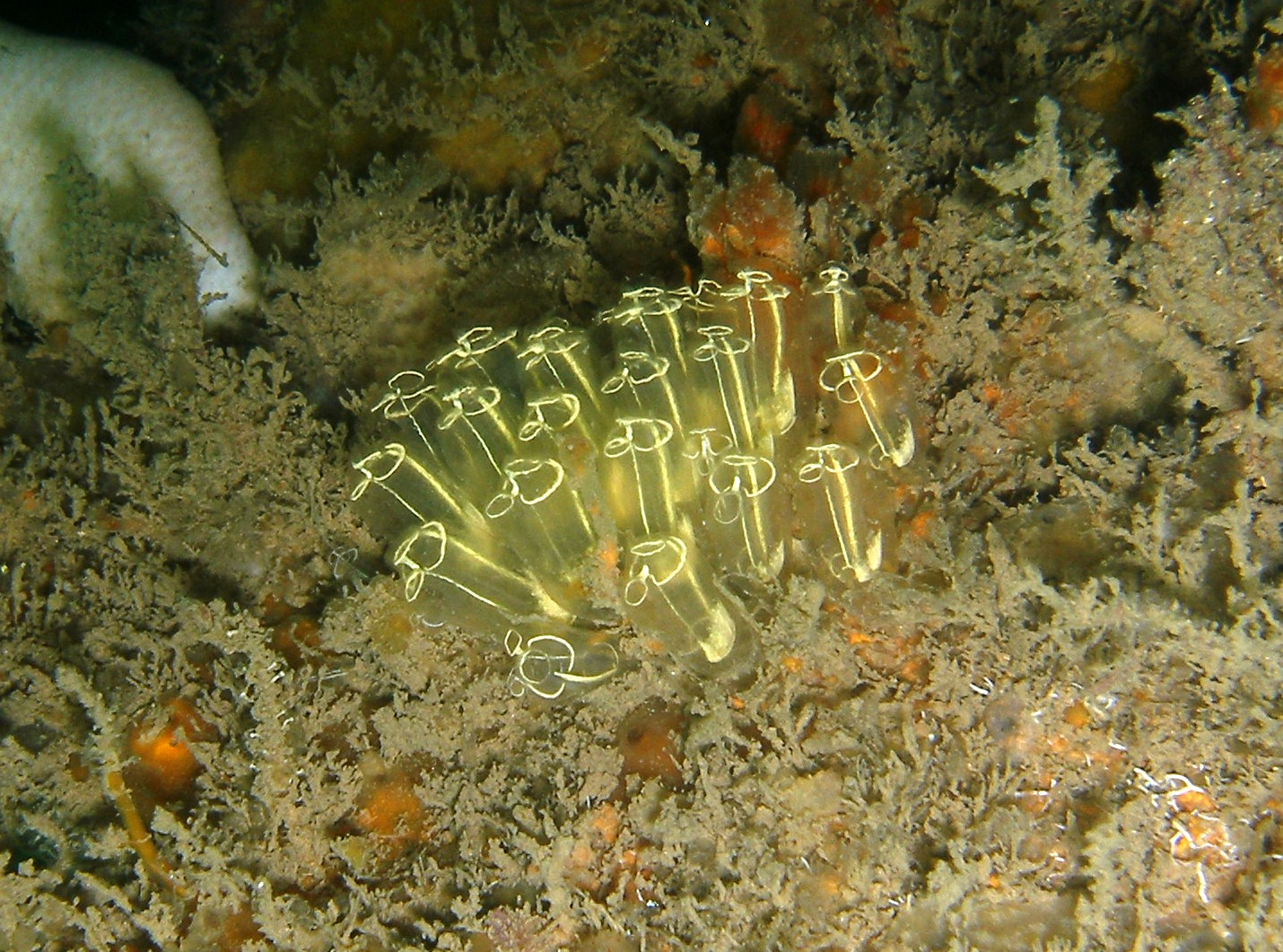

È una tipica ascidia coloniale che forma colonie costituite da 3 a 300 e più zoidi, trasparenti, lunghi fino a 6 centimetri, legati ad un unico stolone comune. I singoli zoidi hanno una tipica forma a clava, con un sifone inalante apicale e uno cloacale laterale, e sono trasparenti, al punto da consentire l'osservazione degli organi interni.

## Distribuzione e habitat
È una specie presente nell'oceano Atlantico orientale, dalla Norvegia fino al Portogallo, e nel Mar Mediterraneo occidentale.
Osservabile fino a circa 50 metri di profondità, su fondali rocciosi o spesso su altri organismi (ad esempio Paramuricea spp., Eunicella spp. o spugne).

## Biologia

### Alimentazione
Si nutre di plancton e di sostanze organiche in sospensione, filtrate tramite il cestello branchiale.

### Riproduzione
Si riproduce sia in maniera sessuata che asessuata, nel caso di difficili condizioni ambientali.